# キガ

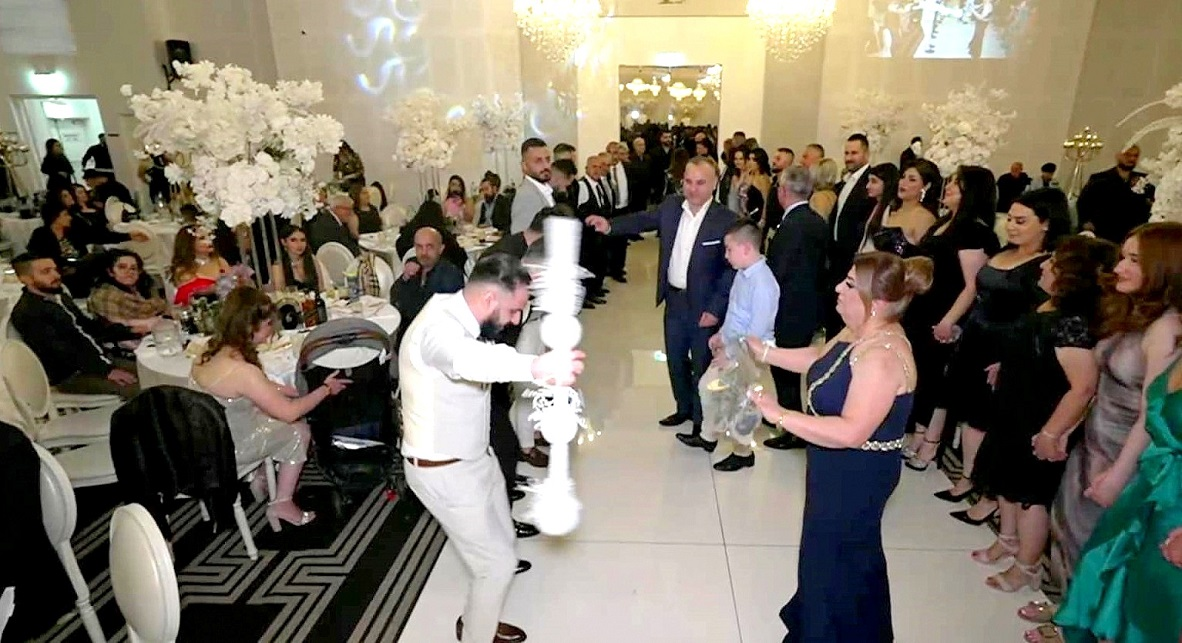
[パーティでヒガを踊るアッシリアの人々。

キガ (Khigga) はアッシリアの民俗舞踊の一つの様式で、複数の踊り手が互いの手を取って輪になって踊る。踊りには複数のステップのパターンがある。踊り自体は、何千年もの間踊られてきたと考えられており、キガは最もシンプルなアッシリアの民俗舞踊である。主に、婚礼や祝いの機会で踊られる。一般にキガは適度なビートの音楽のアッシリアの民俗的ポップミュージックを伴奏に踊る。
なお、キガという言葉は、"Khigga'd belaty"("khigga of belaty")、"khigga'd gubareh" といった具合にアッシリア人の民族舞踊全体を指す一般名詞として使用されることもある

## 背景
伝統的にはズルナとダヴルの伴奏で踊る。アコースティック楽器は、1990年代初頭まで生演奏で使用されていたが、最終的に1990年代半ばには電子楽器が一般的となり、近年はほとんど置き換えられた。
キガはアナトリア地域から、アルメニアやバルカン半島等の多くの他の地域に広まっていった。キガはバルカン半島や東欧の国々にみられる手をつないで踊る伝統的な踊りの一つであり、踊りの輪に一人あるいはカップルの踊り手が加わっていく形をとる。
アッシリアの人々の婚礼では、その以外の様々な社会的な集まりと共に、人々は何時間もキガを踊る。各地域にはそれぞれの様式や形式がある。キガは単純な踊りであり、結婚披露宴の場に新郎新婦を迎える最初の時に演奏される。

## 技巧
ほとんどのアッシリア人の民俗舞踊と同様、キガは開いた輪の形で踊る。制限された場所（例えば、多くのテーブルがある様な）では、ダンスの列は旋回して螺旋状や円や曲がりくねった形をとる傾向がある。腕は通常は脚と独立して動かす。その仕草には、反動をつけた振動、前後への振り、左右への動きがある。踊り手の胴体は肩と腕と共にリズミカルに上下に跳ね、足の動きとは独立していることが多い。 脚はストンプ（重く踏み鳴らして歩く）やスタンプもする。キガの拍子は4/4でテンポは=100-115。よりゆっくりのキガの時には小指同士でつながることもある。
キガには「重いキガ」と「通常のキガ」がある。重いキガ (Khigga Yaqoora) はテンポが「重く」、曲の名が示すように、膝を曲げて肩をリズミカルに揺らすなど熱烈で誇張した動作で踊る。シスカニ (Siskani) はキガの派生の様に見えるが、ビートは少し速く独特の動作がある。踊り手は膝を曲げ肩を強く素早く揺らす。時折、キガの拍子が終焉に向けてシスカニに上がって終わることがある。
キガの列の先頭は、"Resha d'khigga" (ܪܝܫܐ ܕܚܓܐ)と呼ばれ、通常、ビーズやベルが付けてあって揺れると音が鳴るハンカチ（Yalekhta (ܝܠܚܬܐ)）を持って踊る。Yalekhtaにはいろいろなデザインがある。装飾を施した杖（copala (ܟܘܦܠܐ)）もアッシリア人の婚礼ではよく使われる。

## 参考資料

### 音源
- アコースティック楽器（ドラム・ベース）による1980年代のキガ音楽の事例
- 現代的なキガの拍子 (適度な速さ) - 電子ドラムとシンセサイザーの伴奏。一般的なアッシリアの民俗舞踊のビート。

### 映像
- en:File:Assyriankhiga.ogg